# Helicogoniaceae
Helicogoniaceae is een familie van de Leotiomycetes, behorend tot de orde van Phacidiales. 

## Taxonomie
De familie Phacidiaceae bestaat uit de volgende zeven geslachten:
- Eleutheromycella (1)
- Eleutheromyces (3)
- Gelatinipulvinella (1)
- Gelatinopsis (8)
- Geltingia (1)
- Helicogonium (19)
- Humicolopsis (1)